# Cantoni dell'Ecuador

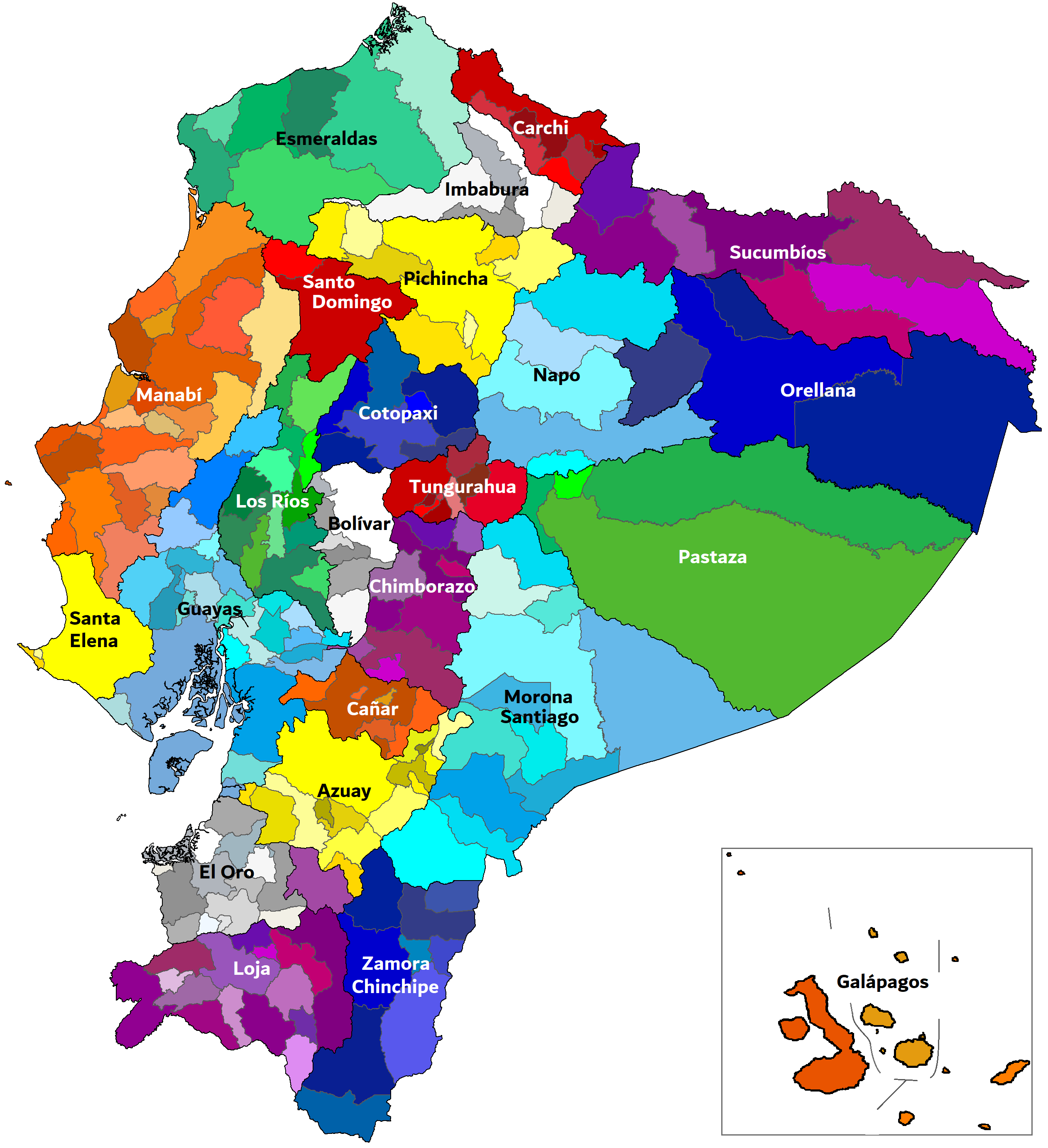
Cantoni dell'Ecuador

I cantoni dell'Ecuador costituiscono la suddivisione territoriale di secondo livello del Paese, dopo le province, e sono pari a 221; essi si suddividono a loro volta in parrocchie (parroquias), urbane o rurali.
In ogni cantone vi è un jefe político (capo politico), scelto per rappresentare gli interessi del presidente dello stato. Inoltre vi è un alcalde (sindaco) e un concejo municipal, eletti a suffragio popolare diretto.

## Lista

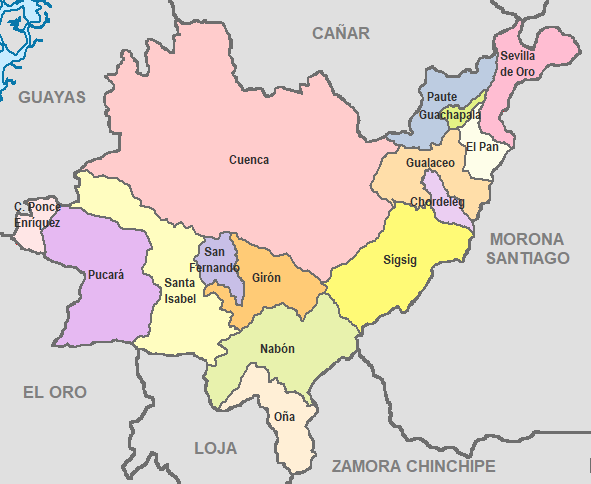
Cantoni della provincia di Azuay

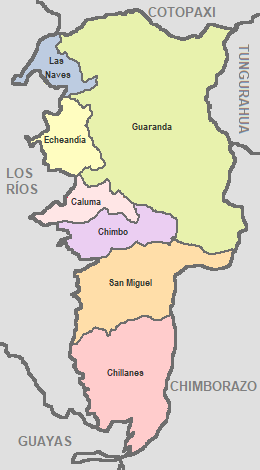
Cantoni della provincia di Bolívar

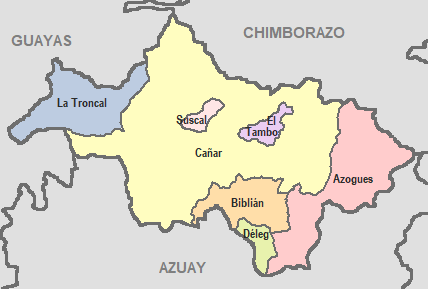
Cantoni della provincia di Cañar

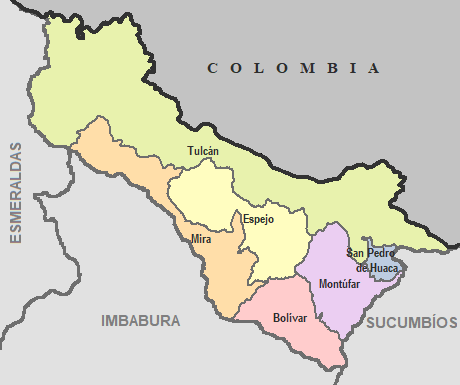
Cantoni della provincia del Carchi

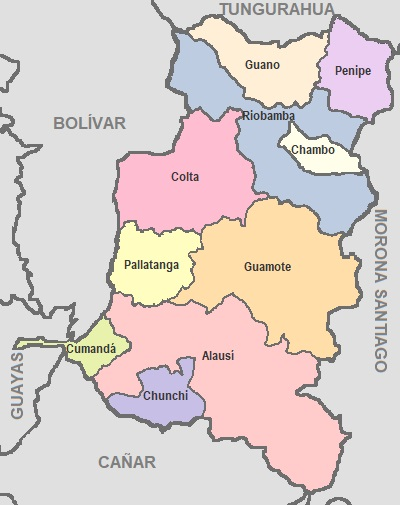
Cantoni della provincia del Chimborazo

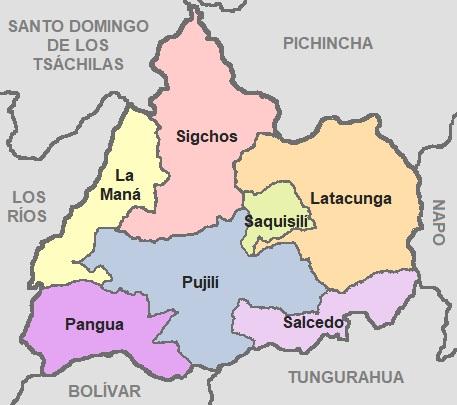
Cantoni della provincia del Cotopaxi

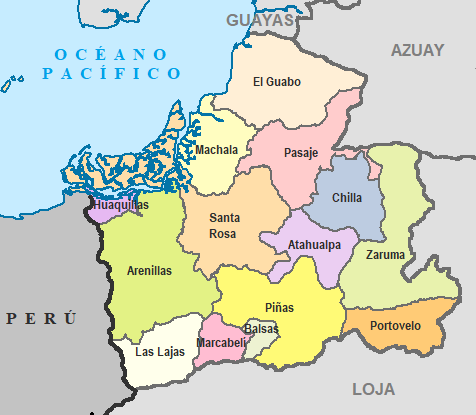
Cantoni della provincia di El Oro

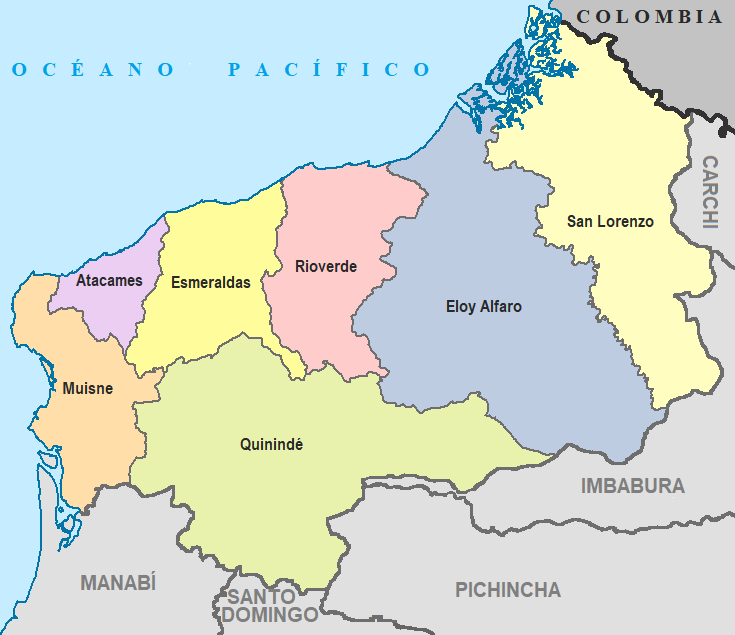
Cantoni della provincia di Esmeraldas

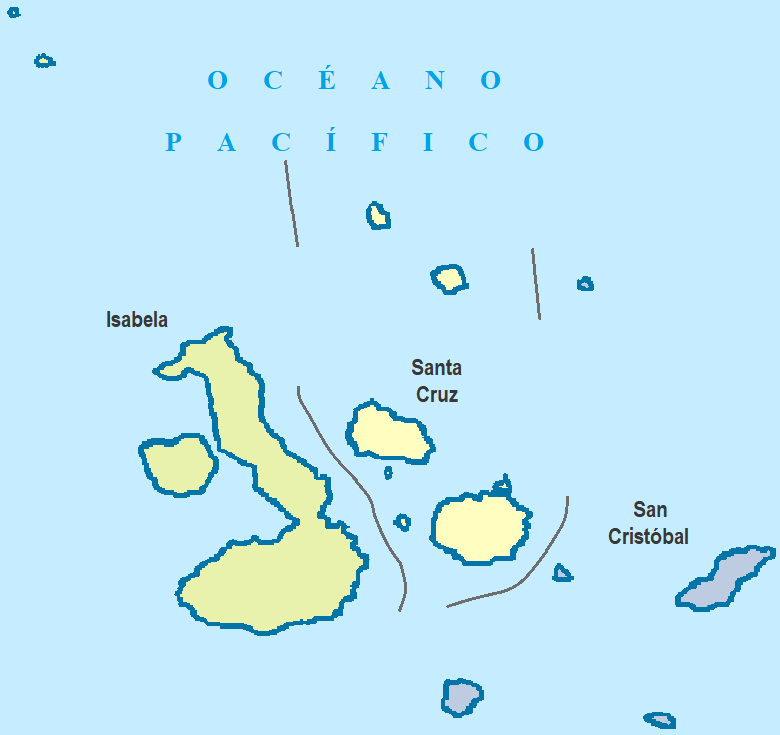
Cantoni della provincia delle Galápagos

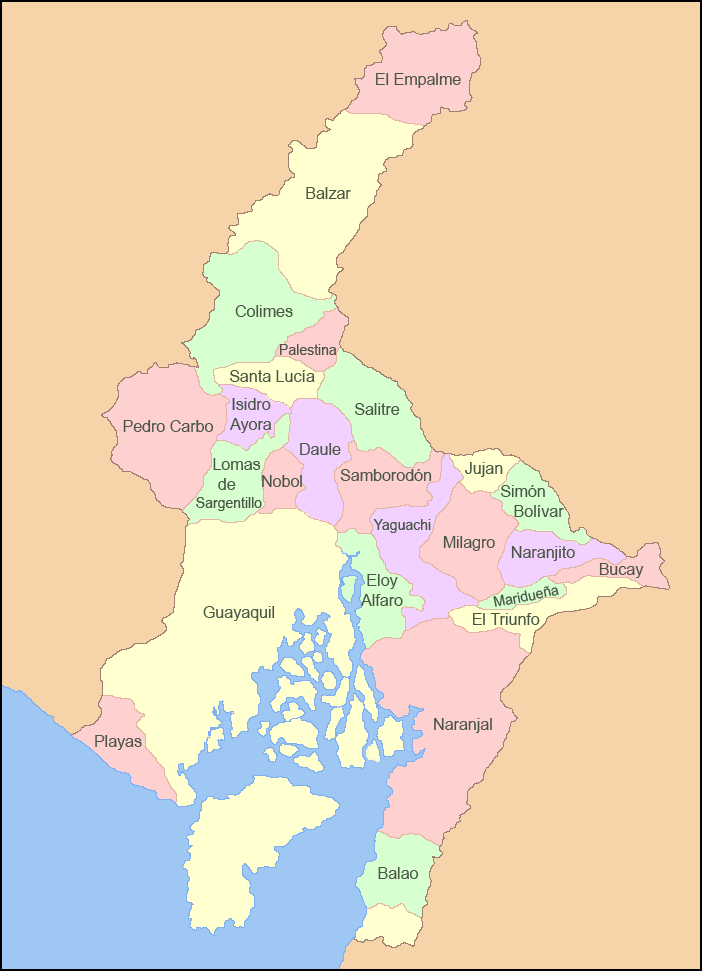
Cantoni della provincia del Guayas

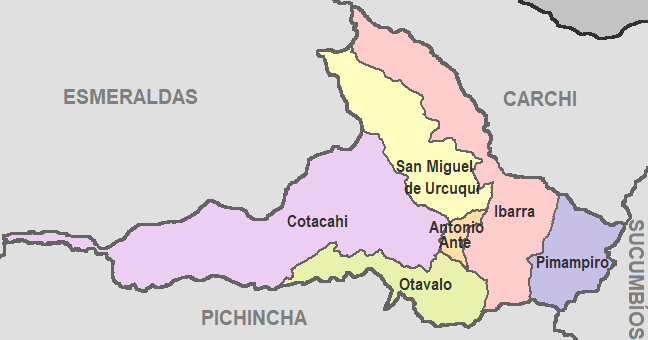
Cantoni della provincia dell'Imbabura

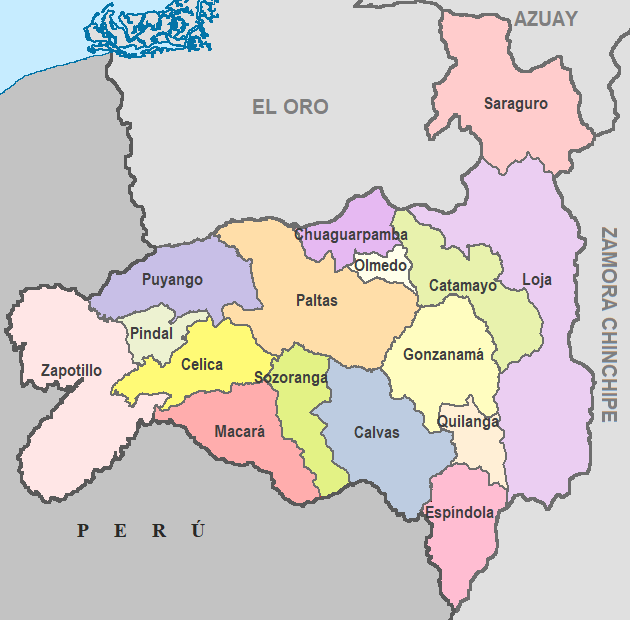
Cantoni della provincia di Loja

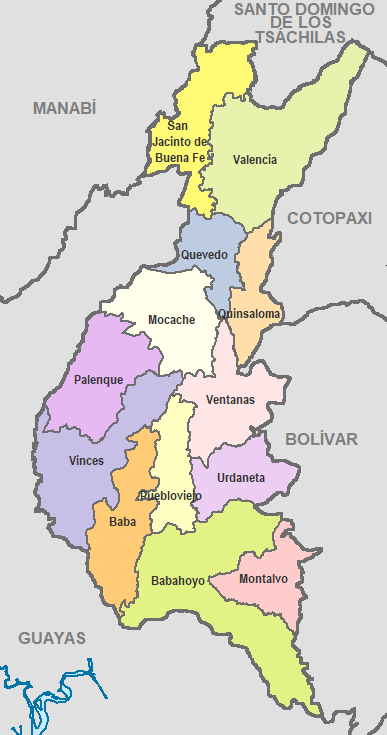
Cantoni della provincia di Los Ríos

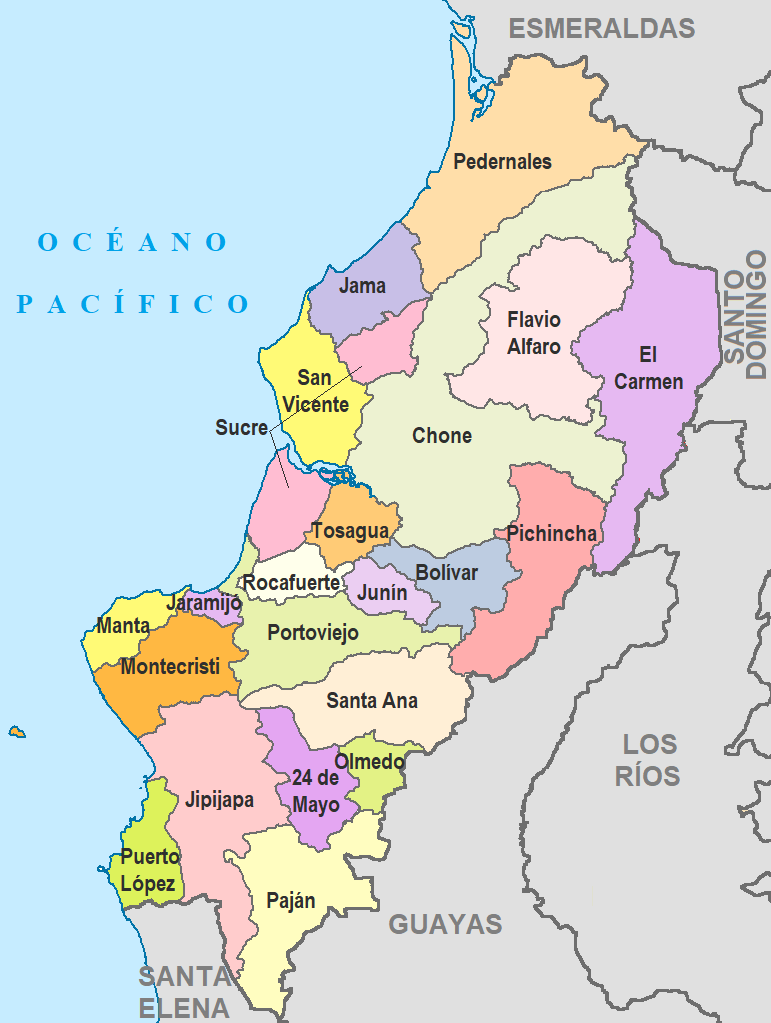
Cantoni della provincia di Manabí

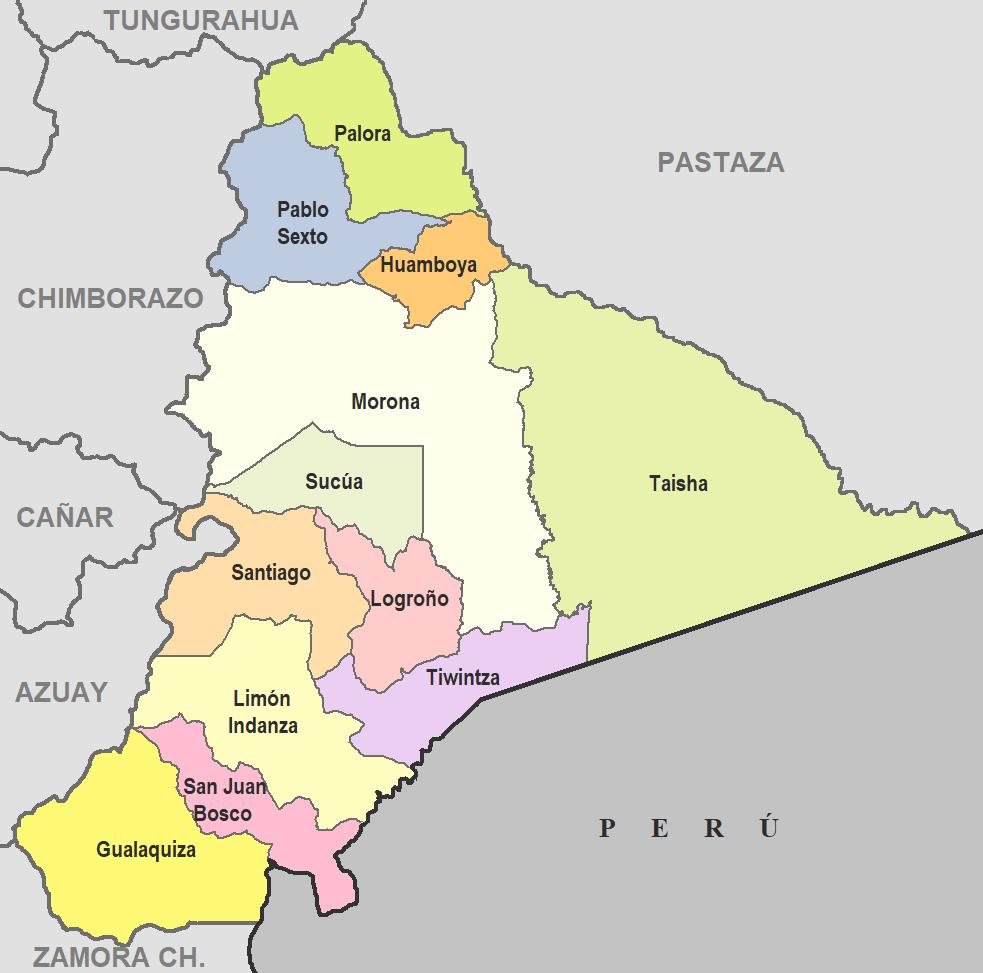
Cantoni della provincia di Morona-Santiago

Provincia di Azuay
| Cantone               | Capoluogo             | Popolazione | Superficie (km²) |
| --------------------- | --------------------- | ----------- | ---------------- |
| Camilo Ponce Enríquez | Camilo Ponce Enríquez |             |                  |
| Chordeleg             | Chordeleg             |             |                  |
| Cuenca                | Cuenca                |             |                  |
| El Pan                | El Pan                |             |                  |
| Girón                 | Girón                 |             |                  |
| Guachapala            | Guachapala            |             |                  |
| Gualaceo              | Gualaceo              |             |                  |
| Nabón                 | Nabón                 |             |                  |
| Oña                   | Oña                   |             |                  |
| Paute                 | Paute                 |             |                  |
| Pucará                | Pucará                |             |                  |
| San Fernando          | San Fernando          |             |                  |
| Santa Isabel          | Santa Isabel          |             |                  |
| Sevilla de Oro        | Sevilla de Oro        |             |                  |
| Sigsig                | Sigsig                |             |                  |

Provincia di Bolívar
| Cantone    | Capoluogo  | Popolazione | Superficie (km²) |
| ---------- | ---------- | ----------- | ---------------- |
| Caluma     | Caluma     |             |                  |
| Chillanes  | Chillanes  |             |                  |
| Chimbo     | Chimbo     |             |                  |
| Echeandía  | Echeandía  |             |                  |
| Guaranda   | Guaranda   |             |                  |
| Las Naves  | Las Naves  |             |                  |
| San Miguel | San Miguel |             |                  |

Provincia di Cañar
| Cantone    | Capoluogo  | Popolazione | Superficie (km²) |
| ---------- | ---------- | ----------- | ---------------- |
| Azogues    | Azogues    |             |                  |
| Biblián    | Biblián    |             |                  |
| Cañar      | Cañar      |             |                  |
| Déleg      | Déleg      |             |                  |
| El Tambo   | El Tambo   |             |                  |
| La Troncal | La Troncal |             |                  |
| Suscal     | Suscal     |             |                  |

Provincia del Carchi
| Cantone            | Capoluogo   | Popolazione | Superficie (km²) |
| ------------------ | ----------- | ----------- | ---------------- |
| Bolívar            | Bolívar     |             |                  |
| Espejo             | El Ángel    |             |                  |
| Mira               | Mira        |             |                  |
| Montúfar           | San Gabriel |             |                  |
| San Pedro de Huaca | Huaca       |             |                  |
| Tulcán             | Tulcán      |             |                  |

Provincia del Chimborazo
| Cantone    | Capoluogo      | Popolazione | Superficie (km²) |
| ---------- | -------------- | ----------- | ---------------- |
| Alausí     | Alausí         |             |                  |
| Chambo     | Chambo         |             |                  |
| Chunchi    | Chunchi        |             |                  |
| Colta      | Villa la Unión |             |                  |
| Cumandá    | Cumandá        |             |                  |
| Guamote    | Guamote        |             |                  |
| Guano      | Guano          |             |                  |
| Pallatanga | Pallatanga     |             |                  |
| Penipe     | Penipe         |             |                  |
| Riobamba   | Riobamba       |             |                  |

Provincia del Cotopaxi
| Cantone   | Capoluogo  | Popolazione | Superficie (km²) |
| --------- | ---------- | ----------- | ---------------- |
| La Maná   | La Maná    |             |                  |
| Latacunga | Latacunga  |             |                  |
| Pangua    | El Corazón |             |                  |
| Pujilí    | Pujilí     |             |                  |
| Salcedo   | San Miguel |             |                  |
| Saquisilí | Saquisilí  |             |                  |
| Sigchos   | Sigchos    |             |                  |

Provincia di El Oro
| Cantone    | Capoluogo   | Popolazione | Superficie (km²) |
| ---------- | ----------- | ----------- | ---------------- |
| Arenillas  | Arenillas   |             |                  |
| Atahualpa  | Paccha      |             |                  |
| Balsas     | Balsas      |             |                  |
| Chilla     | Chilla      |             |                  |
| El Guabo   | El Guabo    |             |                  |
| Huaquillas | Huaquillas  |             |                  |
| Las Lajas  | La Victoria |             |                  |
| Machala    | Machala     |             |                  |
| Marcabelí  | Marcabelí   |             |                  |
| Pasaje     | Pasaje      |             |                  |
| Piñas      | Piñas       |             |                  |
| Portovelo  | Portovelo   |             |                  |
| Santa Rosa | Santa Rosa  |             |                  |
| Zaruma     | Zaruma      |             |                  |

Provincia di Esmeraldas
| Cantone     | Capoluogo   | Popolazione | Superficie (km²) |
| ----------- | ----------- | ----------- | ---------------- |
| Atacames    | Atacames    |             |                  |
| Eloy Alfaro | Valdez      |             |                  |
| Esmeraldas  | Esmeraldas  |             |                  |
| Muisne      | Muisne      |             |                  |
| Quinindé    | Rosa Zárate |             |                  |
| Río Verde   | Rioverde    |             |                  |
| San Lorenzo | San Lorenzo |             |                  |

Provincia delle Galápagos
| Cantone       | Capoluogo               | Popolazione | Superficie (km²) |
| ------------- | ----------------------- | ----------- | ---------------- |
| Isabela       | Puerto Villamil         |             |                  |
| San Cristóbal | Puerto Baquerizo Moreno |             |                  |
| Santa Cruz    | Puerto Ayora            |             |                  |

Provincia del Guayas
| Cantone                     | Capoluogo                   | Popolazione | Superficie (km²) |
| --------------------------- | --------------------------- | ----------- | ---------------- |
| Alfredo Baquerizo Moreno    | Alfredo Baquerizo Moreno    |             |                  |
| Balao                       | Balao                       |             |                  |
| Balzar                      | Balzar                      |             |                  |
| Colimes                     | Colimes                     |             |                  |
| Coronel Marcelino Maridueña | Coronel Marcelino Maridueña |             |                  |
| Daule                       | Daule                       |             |                  |
| Durán                       | Durán                       |             |                  |
| El Empalme                  | Velasco Ibarra              |             |                  |
| El Triunfo                  | El Triunfo                  |             |                  |
| General Antonio Elizalde    | General Antonio Elizalde    |             |                  |
| Guayaquil                   | Guayaquil                   |             |                  |
| Isidro Ayora                | Isidro Ayora                |             |                  |
| Lomas de Sargentillo        | Lomas de Sargentillo        |             |                  |
| Milagro                     | Milagro                     |             |                  |
| Naranjal                    | Naranjal                    |             |                  |
| Naranjito                   | Naranjito                   |             |                  |
| Nobol                       | Narcisa de Jesus            |             |                  |
| Palestina                   | Palestina                   |             |                  |
| Pedro Carbo                 | Pedro Carbo                 |             |                  |
| Playas                      | Playas                      |             |                  |
| Salitre                     | El Salitre                  |             |                  |
| Samborondón                 | Samborondón                 |             |                  |
| Santa Lucía                 | Santa Lucía                 |             |                  |
| Simón Bolívar               | Simón Bolívar               |             |                  |
| Yaguachi                    | Yaguachi                    |             |                  |

Provincia dell'Imbabura
| Cantone               | Capoluogo | Popolazione | Superficie (km²) |
| --------------------- | --------- | ----------- | ---------------- |
| Antonio Ante          | Atuntaqui |             |                  |
| Cotacachi             | Cotacachi |             |                  |
| Ibarra                | Ibarra    |             |                  |
| Otavalo               | Otavalo   |             |                  |
| Pimampiro             | Pimampiro |             |                  |
| San Miguel de Urcuquí | Urcuquí   |             |                  |

Provincia di Loja
| Cantone      | Capoluogo    | Popolazione | Superficie (km²) |
| ------------ | ------------ | ----------- | ---------------- |
| Calvas       | Cariamanga   |             |                  |
| Catamayo     | Catamayo     |             |                  |
| Celica       | Celica       |             |                  |
| Chaguarpamba | Chaguarpamba |             |                  |
| Espíndola    | Amaluza      |             |                  |
| Gonzanamá    | Gonzanamá    |             |                  |
| Loja         | Loja         |             |                  |
| Macará       | Macará       |             |                  |
| Olmedo       | Olmedo       |             |                  |
| Paltas       | Catacocha    |             |                  |
| Pindal       | Pindal       |             |                  |
| Puyango      | Alamor       |             |                  |
| Quilanga     | Quilanga     |             |                  |
| Saraguro     | Saraguro     |             |                  |
| Sozoranga    | Sozoranga    |             |                  |
| Zapotillo    | Zapotillo    |             |                  |

Provincia di Los Ríos
| Cantone      | Capoluogo               | Popolazione | Superficie (km²) |
| ------------ | ----------------------- | ----------- | ---------------- |
| Baba         | Baba                    |             |                  |
| Babahoyo     | Babahoyo                |             |                  |
| Buena Fé     | San Jacinto de Buena Fé |             |                  |
| Mocache      | Mocache                 |             |                  |
| Montalvo     | Montalvo                |             |                  |
| Palenque     | Palenque                |             |                  |
| Pueblo Viejo | Puebloviejo             |             |                  |
| Quevedo      | Quevedo                 |             |                  |
| Quinsaloma   | Quinsaloma              |             |                  |
| Urdaneta     | Catarama                |             |                  |
| Valencia     | Valencia                |             |                  |
| Ventanas     | Ventanas                |             |                  |
| Vinces       | Vinces                  |             |                  |

Provincia di Manabí
| Cantone              | Capoluogo         | Popolazione | Superficie (km²) |
| -------------------- | ----------------- | ----------- | ---------------- |
| Bolívar              | Calceta           |             |                  |
| Chone                | Chone             |             |                  |
| El Carmen            | El Carmen         |             |                  |
| Flavio Alfaro        | Flavio Alfaro     |             |                  |
| Jama                 | Jama              |             |                  |
| Jaramijó             | Jaramijó          |             |                  |
| Jipijapa             | Jipijapa          |             |                  |
| Junín                | Junín             |             |                  |
| Manta                | Manta             |             |                  |
| Montecristi          | Montecristi       |             |                  |
| Olmedo               | Olmedo            |             |                  |
| Paján                | Paján             |             |                  |
| Pedernales           | Pedernales        |             |                  |
| Pichincha            | Pichincha         |             |                  |
| Portoviejo           | Portoviejo        |             |                  |
| Puerto López         | Puerto López      |             |                  |
| Rocafuerte           | Rocafuerte        |             |                  |
| San Vicente          | San Vicente       |             |                  |
| Santa Ana            | Santa Ana         |             |                  |
| Sucre                | Bahía de Caráquez |             |                  |
| Tosagua              | Tosagua           |             |                  |
| Veinticuatro de Mayo | Sucre             |             |                  |

Provincia di Morona-Santiago
| Cantone            | Capoluogo                        | Popolazione | Superficie (km²) |
| ------------------ | -------------------------------- | ----------- | ---------------- |
| Gualaquiza         | Gualaquiza                       |             |                  |
| Huamboya           | Huamboya                         |             |                  |
| Limón Indanza      | General Leonidas Plaza Gutiérrez |             |                  |
| Logroño            | Logroño                          |             |                  |
| Morona             | Macas                            |             |                  |
| Pablo Sexto        | Pablo Sexto                      |             |                  |
| Palora             | Palora                           |             |                  |
| San Juan Bosco     | San Juan Bosco                   |             |                  |
| Santiago de Méndez | Santiago de Méndez               |             |                  |
| Sucúa              | Sucúa                            |             |                  |
| Taisha             | Taisha                           |             |                  |
| Tiwintza           | Santiago                         |             |                  |

Provincia del Napo
| Cantone                     | Capoluogo                   | Popolazione | Superficie (km²) |
| --------------------------- | --------------------------- | ----------- | ---------------- |
| Archidona                   | Archidona                   |             |                  |
| Carlos Julio Arosemena Tola | Carlos Julio Arosemena Tola |             |                  |
| El Chaco                    | El Chaco                    |             |                  |
| Quijos                      | Baeza                       |             |                  |
| Tena                        | Tena                        |             |                  |

Provincia di Orellana
| Cantone               | Capoluogo                    | Popolazione | Superficie (km²) |
| --------------------- | ---------------------------- | ----------- | ---------------- |
| Aguarico              | Nuevo Rocafuerte             |             |                  |
| Francisco de Orellana | Puerto Francisco de Orellana |             |                  |
| Joya de los Sachas    | La Joya de los Sachas        |             |                  |
| Loreto                | Loreto                       |             |                  |

Provincia del Pastaza
| Cantone     | Capoluogo   | Popolazione | Superficie (km²) |
| ----------- | ----------- | ----------- | ---------------- |
| Arajuno     | Arajuno     |             |                  |
| Mera        | Mera        |             |                  |
| Pastaza     | Puyo        |             |                  |
| Santa Clara | Santa Clara |             |                  |

Provincia del Pichincha
| Cantone                  | Capoluogo                | Popolazione | Superficie (km²) |
| ------------------------ | ------------------------ | ----------- | ---------------- |
| Cayambe                  | Cayambe                  |             |                  |
| Mejía                    | Machachi                 |             |                  |
| Pedro Moncayo            | Tabacundo                |             |                  |
| Pedro Vicente Maldonado  | Pedro Vicente Maldonado  |             |                  |
| Puerto Quito             | Puerto Quito             |             |                  |
| Quito                    | Quito                    |             |                  |
| Rumiñahui                | Sangolquí                |             |                  |
| San Miguel de los Bancos | San Miguel de los Bancos |             |                  |

Provincia di Santa Elena
| Cantone     | Capoluogo   | Popolazione | Superficie (km²) |
| ----------- | ----------- | ----------- | ---------------- |
| La Libertad | La Libertad |             |                  |
| Salinas     | Salinas     |             |                  |
| Santa Elena | Santa Elena |             |                  |

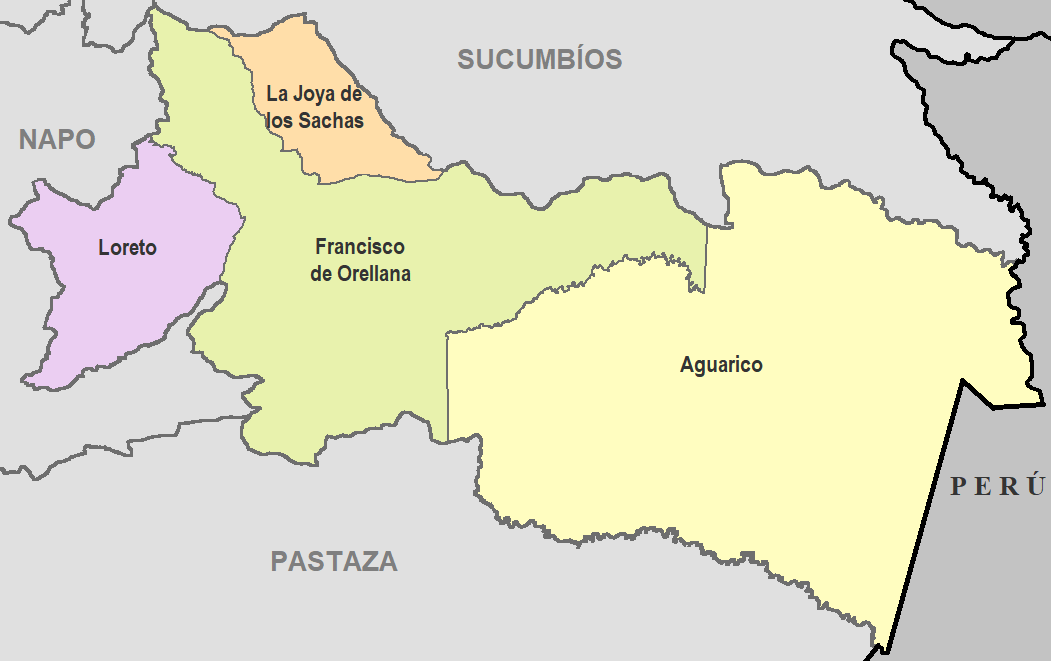
Cantoni della provincia di Orellana

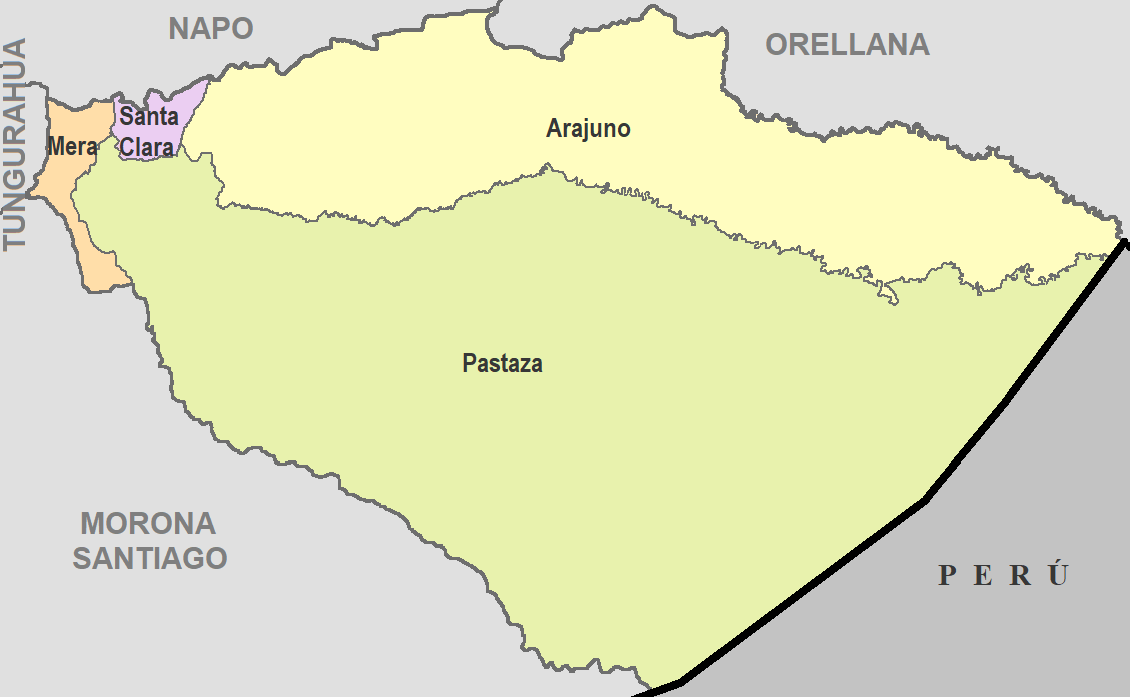
Cantoni della provincia del Pastaza

Cantoni della provincia del Pichincha

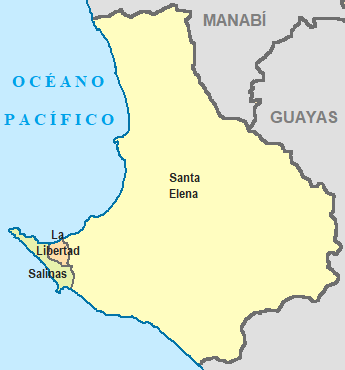
Cantoni della provincia di Santa Elena

Provincia di Santo Domingo de los Tsáchilas

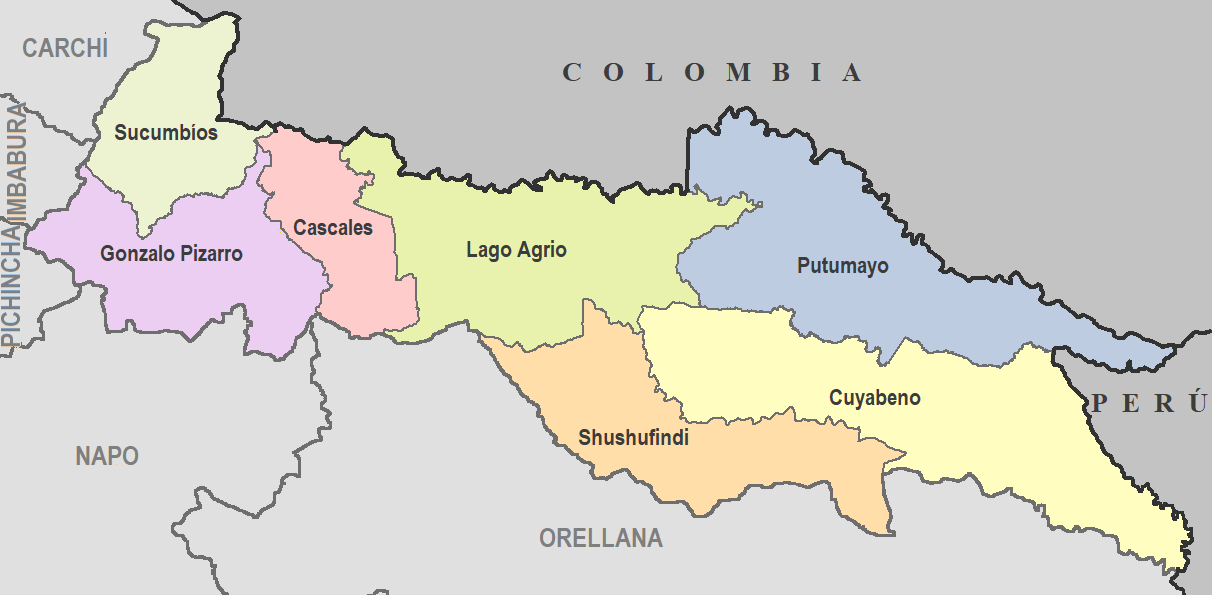
Cantoni della provincia di Sucumbíos

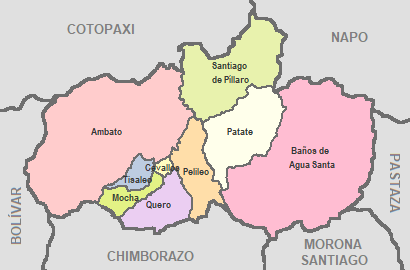
Cantoni della provincia del Tungurahua

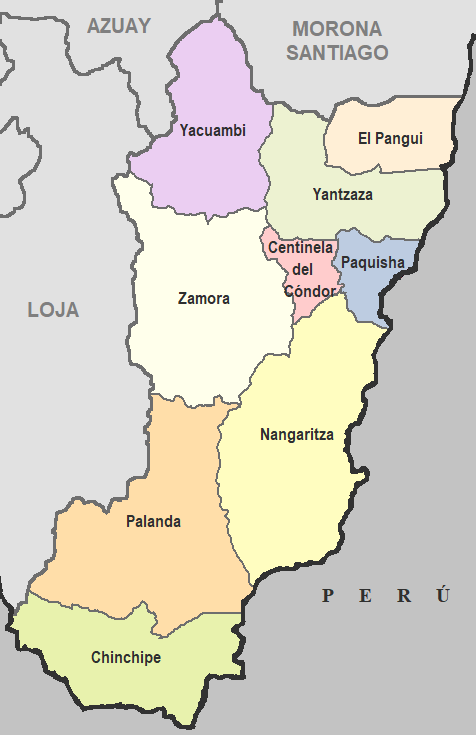
Cantoni della provincia di Zamora Chinchipe

| Cantone       | Capoluogo     | Popolazione | Superficie (km²) |
| ------------- | ------------- | ----------- | ---------------- |
| La Concordia  | La Concordia  |             |                  |
| Santo Domingo | Santo Domingo |             |                  |

Provincia di Sucumbíos
| Cantone         | Capoluogo                    | Popolazione | Superficie (km²) |
| --------------- | ---------------------------- | ----------- | ---------------- |
| Cascales        | El Dorado de Cascales        |             |                  |
| Cuyabeno        | Tarapoa                      |             |                  |
| Gonzalo Pizarro | Lumbaqui                     |             |                  |
| Lago Agrio      | Nueva Loja                   |             |                  |
| Putumayo        | Puerto El Carmen de Putumayo |             |                  |
| Shushufindi     | Shushufindi                  |             |                  |
| Sucumbíos       | La Bonita                    |             |                  |

Provincia del Tungurahua
| Cantone  | Capoluogo           | Popolazione | Superficie (km²) |
| -------- | ------------------- | ----------- | ---------------- |
| Ambato   | Ambato              |             |                  |
| Baños    | Baños de Agua Santa |             |                  |
| Cevallos | Cevallos            |             |                  |
| Mocha    | Mocha               |             |                  |
| Patate   | Patate              |             |                  |
| Pelileo  | Pelileo             |             |                  |
| Píllaro  | Píllaro             |             |                  |
| Quero    | Santiago de Quero   |             |                  |
| Tisaleo  | Tisaleo             |             |                  |

Provincia di Zamora Chinchipe
| Cantone              | Capoluogo  | Popolazione | Superficie (km²) |
| -------------------- | ---------- | ----------- | ---------------- |
| Centinela del Cóndor | Zumbi      |             |                  |
| Chinchipe            | Zumba      |             |                  |
| El Pangui            | El Pangui  |             |                  |
| Nangaritza           | Guayzimi   |             |                  |
| Palanda              | Palanda    |             |                  |
| Paquisha             | Paquisha   |             |                  |
| Yacuambi             | 28 de mayo |             |                  |
| Yanzatza             | Yanzatza   |             |                  |
| Zamora               | Zamora     |             |                  |

## Sviluppi recenti
A partire dal 2002 sono stati istituiti i seguenti cantoni:
- Camilo Ponce Enríquez, per scorporo dal cantone di Pucará;
- Tiwintza, nella provincia di Morona-Santiago;
- Paquisha, dal cantone di Centinela del Cóndor;
- Quinsaloma, dal cantone di Ventanas;
- La Concordia, nella provincia di Esmeraldas.